# Hans Haage
Hans Haage (* 1. Juni 1905 in Mährisch Schönberg; † 10. Februar 1998 in Bad Abbach) war ein deutscher Hauptscharführer der SS und im Zweiten Weltkrieg stellvertretender Kommandant der Durchgangslager in Fossoli und Bozen (in beiden Fällen unter Karl Friedrich Titho).
Zunächst im textilverarbeitenden Gewerbe als Musterzeichner tätig, schrieb sich Haage in die Sudetendeutsche Partei ein und trat 1938, nach der Annexion der Sudetengebiete durch NS-Deutschland, in die NSDAP und die SS ein.
Das 1942 von der italienischen Regierung in Fossoli eingerichtete Kriegsgefangenenlager für vor allem britische, neuseeländische und australische Soldaten aus dem Nordafrika-Krieg wurde nach dem Waffenstillstand von Cassibile am 8. September 1943 Teil des deutschen Lagersystems. Ab Januar 1944 übernahmen SS-Untersturmführer Karl Friedrich Titho und SS-Hauptscharführer Hans Haage mit einer 40 Mann starken SS-Einheit das Kommando.
Haage wurde nie verhaftet oder vor Gericht gestellt. Ein am 10. Juni 1954 ausgestellter italienischer Haftbefehl hatte keine Konsequenzen, da nach Artikel 16 des Grundgesetzes für die Bundesrepublik Deutschland kein Deutscher ans Ausland ausgeliefert werden durfte. Davon profitierte auch sein damaliger Vorgesetzter Karl Friedrich Titho, der für seine Taten in den Niederlanden bereits zur Rechenschaft gezogen worden war. Hans Haage starb 1998 unbehelligt in einem Altersheim in Niederbayern.